# Contea di Howard (Texas)
La contea di Howard in inglese Howard County è una contea dello Stato del Texas, negli Stati Uniti. La popolazione al censimento del 2000 era di 35 012 abitanti. Il capoluogo di contea è Big Spring. È stata creata nel 1876 dalla Contea di Bexar ed organizzata nel 1882. Il nome della contea deriva da Volney Eskine Howard, deputato texano (1849–1853).

## Geografia fisica
| Anno | Popolazione | ±%       |
| ---- | ----------- | -------- |
| 1880 | 50          |          |
| 1890 | 1,210       | 2,320.0% |
| 1900 | 2,528       | 108.9%   |
| 1910 | 8,881       | 251.3%   |
| 1920 | 6,962       | −21.6%   |
| 1930 | 22,888      | 228.8%   |
| 1940 | 20,990      | −8.3%    |
| 1950 | 26,722      | 27.3%    |
| 1960 | 40,139      | 50.2%    |
| 1970 | 37,796      | −5.8%    |
| 1980 | 33,142      | −12.3%   |
| 1990 | 32,343      | −2.4%    |
| 2000 | 33,627      | 4.0%     |
| 2010 | 35,012      | 4.1%     |

Secondo l'Ufficio del censimento degli Stati Uniti d'America la contea ha un'area totale di 904 miglia quadrate (2340 km²), di cui 901 miglia quadrate (2330 km²) sono terra, mentre 3,4 miglia quadrate (8,8 km², corrispondenti allo 0,4% del territorio) sono costituiti dall'acqua.

### Strade principali
- Interstate 20
- Interstate 20 Business
- U.S. Highway 87
- State Highway 176
- State Highway 350
- Farm to Market Road 669
- Farm to Market Road 700

### Contee adiacenti
- Borden County (nord)
- Mitchell County (est)
- Sterling County (sud-est)
- Glasscock County (sud)
- Martin County (ovest)
- Dawson County (nord-ovest)
- Scurry County (nord-est)